# Lobbi

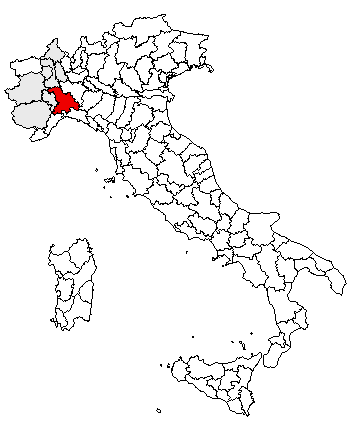
Provincia de Alessandria.

Lobbi (Ij Lòbi) es un pequeño pueblo de la ciudad de Alessandria en el Piamonte italiano ubicado en la Provincia de Alessandria, Italia.
Desde allí partieron hacia la Argentina los primeros colonos que poblaron las colonias "La Luisa y General Paunero", hoy Beruti, estableciéndose en el oeste de la provincia de Buenos Aires siguiendo los pasos de don José Guazzone, Conde de Passalacqua y "Rey del Trigo". 